# Асо (залив)
Асо (яп. 浅茅湾 асо:-ван) — залив в Японии в центральной части острова Цусима (префектура Нагасаки).
Площадь залива составляет 53,61 км² (или 240 км²) ширина устья — 4,18 км.
Максимальная глубина залива составляет около 80 м. Длина береговой линии составляет 360 км. Благодаря его значительной глубине, в залив могут заходить корабли водоизмещением до 2000 тонн.
ХПК воды в заливе колеблется в пределах 1-2,5 мг/л.
Береговая линия залива сильно изрезана и изобилует бухтами, в заливе расположены 58 островков.
Залив сообщается в своей восточной части через канал Мандзеки с заливом Миура, а на западе — с Японским морем.
В заливе выращивают жемчуг и тунца.
В 1419 году 227 кораблей корейского государства Чосон с более чем 17 тыс. солдат на борту вошли в залив, чтобы положить конец деятельности пиратов вако, закрепившихся на острове.